# 15. december
15. december er dag 349 i året i den gregorianske kalender (dag 350 i skudår). Der er 16 dage tilbage af året.
Nikatius dag. Han var biskop i Reims omkring midten af 400-årene.

### Begivenheder
Født - Dødsfald
- 1730 - Den danske regering indskærper, at "ingen bondekarl må forlade sin tjeneste uden at have udtjent og fået pas og skudsmål af sit herskab". Stavnsbåndet er dermed hastigt på vej. Indskærpelsen kommer, fordi Danmark i en generation har haft landbrugskrise, og mange er begyndt at rejse bort - både til andre landsdele og til udlandet.
- 1891 - James Naismith introducerer den første version af basketball, med 13 regler, en ferskenkurv sømmet fast i hver ende af sin skoles gymnastikhal og to hold med 9 spillere på hver.
- 1907 - Verdens hidtil eneste 7-mastede skonnert forliser i Den engelske Kanal. Det 114,4 meter lange Thomas W. Lawson var bygget i Massachusetts, USA i 1902.
- 1939 - Borte med blæsten har premiere i Atlanta, Georgia.
- 1945 - General Douglas MacArthur bestemmer, at Shinto skal afskaffes som statsreligion i Japan.
- 1955 - Jens Olsens Verdensur i København indvies (sættes i gang).
- 1961 - I Jerusalem dømmes Adolf Eichmann til døden efter at være fundet skyldig i 15 anklager, bl.a. forbrydelser mod menneskeheden, forbrydelser mod det jødiske folk og medlemskab af en ulovlig organisation.
- 1965 - Audouin Dollfus observerer for første gang Saturn-månen Janus.
- 1967 - Krag-regeringen falder.
- 1968 - Det vedtages, at alle værnepligtige fra 1. januar 1969 skal tiltales ved navn i stedet for nummer.
- 1976 - Samoa bliver medlem af FN.
- 1979 - Den internationale domstol i Haag kræver, at Iran omgående løslader gidslerne på den amerikanske ambassade i Teheran. Gidselaffæren var startet 3. november samme år.
- 1982 - Spanien åbner grænsen til Gibraltar, som diktatoren Franco havde lukket i 1969 for at fremtvinge en tilbagelevering af Gibraltar til Spanien.
- 1983 - Statsminister Poul Schlüter udskriver folketingsvalg til afholdelse 10. januar 1984, da regeringens forslag til finanslov stemmes ned i Folketinget.
- 1988 - Soulsangeren James Brown idømmes 6 års fængsel for blandt andet overtrædelse af færdsels- og våbenloven samt for besiddelse af narkotika.
- 1991 - Omkring 1.000 mennesker omkommer ved en færgeulykke med en egyptisk færge i Det Røde Hav.
- 1994 - Palau bliver medlem af FN.
- 1995 - På denne ene dag omsættes der på New York børsen 652.829.00 aktier, hvilket er rekord.
- 1995   - EF-domstolen afsiger den såkaldte Bosman-dom, der forhindrer fodboldklubber i at kræve vederlag for spillere, hvis kontrakter er udløbet.
- 1996 - Det danske kvindelandshold i håndbold vinder på hjemmebane for første gang nogensinde EM efter et sandt triumftog af sejre. Finalen bliver vundet med en sejr over Norge.
- 2002 - Det danske kvindelandshold i håndbold vinder igen EM på hjemmebane ved at besejre Norge i finalen. Holdet vandt alle sine syv kampe i turneringen.
- 2006 - Den danske stat frifindes i den såkaldte Scharla-sag anlagt af den nu afdøde H. P. Scharla Nielsen, om at folk på overførselsindkomst i årevis har betalt for meget i skat.

### Født
- 37   - Nero - romersk kejser (død 68).
- 1634 - Thomas Kingo, dansk salmedigter (død 1703).
- 1832 - Gustave Eiffel, fransk ingeniør og arkitekt (død 1923).
- 1852 - Henri Becquerel, fransk fysiker, vinder af Nobelprisen i fysik (død 1908)
- 1859 - L.L. Zamenhof, polsk-russisk læge, skaber af esperanto (død 1917).
- 1860 - Niels Ryberg Finsen, dansk professor i medicin og modtager af Nobelprisen i medicin (død 1904).
- 1870 - Josef Hoffmann, østrigsk arkitekt og designer (død 1956).
- 1888 - Kaare Klint, dansk arkitekt og designer (død 1954).
- 1907 - Oscar Niemeyer, brasiliansk arkitekt (død 2012).
- 1923 - Freeman Dyson, engelsk-født amerikansk fysiker og matematiker (død 2020).
- 1931 - Klaus Rifbjerg, dansk forfatter (død 2015).
- 1936 - Tove Wisborg, dansk skuespiller (død 1991).
- 1941 - Kirsten Lee, dansk sundhedschef og politiker.
- 1941   - Gunvor Auken, dansk socialrådgiver og politiker.
- 1949 - Don Johnson, amerikansk skuespiller.
- 1949   - Kim Schumacher, dansk discjockey (død 1990).
- 1949   - Torben Thune, dansk journalist og tv-producent.
- 1951 - Anders Bircow, dansk skuespiller.
- 1952 - Allan Simonsen, dansk fodboldspiller.
- 1953 - Anne-Marie Mai, dansk professor i dansk litteratur.
- 1972 - Stuart Townsend, irsk skuespiller.
- 1979 - Adam Brody, amerikansk skuespiller.

### Dødsfald
- 1675 - Johannes Vermeer, hollandsk maler (født 1632) - begravelsesdag.
- 1792 - Joseph Martin Kraus, tyskfødt svensk komponist (født 1756).
- 1890 - Sitting Bull, leder af Sioux folket (født o. 1831).
- 1893 - Philip W. Heyman, dansk direktør og grundlægger (født 1837).
- 1906 - Friedrich Spiegel, tysk orientalist (født 1820).
- 1909 - Francisco Tárrega, spansk komponist og musiker (født 1852).
- 1916 - Rasputin, "mirakelmager" bliver myrdet i Rusland, (født 1869).
- 1916   - Súsanna Helena Patursson, færøsk forfatter og landets første feminist (født 1864).
- 1937 - Vilhelm Herold, dansk kammersanger (født 1865).
- 1943 - Fats Waller, amerikansk jazzmusiker og -komponist (født 1904).
- 1944 - Glenn Miller, amerikansk musiker (født 1904) - formodet dødsdag.
- 1946 - J.F.N. Friis-Skotte, dansk politiker (født 1874).
- 1962 - Charles Laughton, engelsk skuespiller (født 1899).
- 1966 - Walt Disney, amerikansk tegnefilmskaber (født 1901).
- 1974 - Jørgen Jørgensen (Lejre), dansk højskolemand, politiker og minister (født 1888).
- 1976 - Knud Schrøder, dansk skuespiller (født 1903).
- 1981 - Aksel E. Christensen, dansk historiker (født 1906).
- 1990 - Regin Prenter, dansk præst og teolog (født 1907).
- 1992 - Otto Lington, dansk kapelmester og komponist (født 1903).
- 2003 - Reinhart Behr, tysk lærer, matematiker, fysiker, politiker und forfatter (født 1928).
- 2006 - Clay Regazzoni, schweizisk tidligere Formel 1-kører (født 1939) - trafikulykke.

|  | Denne datoartikel kan blive bedre, hvis der indsættes et (bedre) billede Du kan hjælpe ved at afsøge Wikimedia Commons for et passende billede eller uploade et godt billede til Wikimedia Commons iht. de tilladte licenser og indsætte det i artiklen. |